# لود (آلبوم)
لود (به انگلیسی: Load) ششمین آلبوم استودیویی گروه هوی متال آمریکایی متالیکا است که در ۴ ژوئن ۱۹۹۶ توسط الکترا رکوردز در آمریکا و ورتیگو رکوردز در سطح بین‌المللی منتشر شد. این آلبوم بین مه ۱۹۹۵ تا آوریل ۱۹۹۶، عمدتاً در سائوسالیتو، کالیفرنیا و با جلسات اضافی در نیویورک سیتی ضبط شد. باب راک، که پیش‌تر آلبوم متالیکا (۱۹۹۱) را تهیه کرده بود، به عنوان تهیه‌کننده بازگشت. جلسات ضبط این آلبوم در مقایسه با آلبوم‌های قبلی، آرام‌تر و پربارتر بود و منجر به ضبط نزدیک به ۳۰ قطعه شد. اگرچه ایده انتشار آلبوم دوگانه مطرح بود، گروه تصمیم گرفت آثار ضبط‌شده را به دو آلبوم تقسیم کند؛ نیمی در لود و نیمی دیگر در آلبوم ری‌لود که سال بعد منتشر شد. با مدت زمان ۷۹ دقیقه، لود طولانی‌ترین آلبوم استودیویی متالیکا محسوب می‌شود.
برای لود، متالیکا از ریشه‌های ترش متال خود فاصله گرفت و به سمت صدایی هارد راک حرکت کرد. اعضای گروه در فرایند نوشتن تحت تأثیر هنرمندان غیرمتال قرار گرفتند و این امر منجر به استفاده از سبک‌های موسیقی مانند راک جنوبی، بلوز راک، کانتری راک، آلترناتیو راک و گرانج شد. همچنین، سبک نوازندگی گروه تغییر کرد و کرک همت، گیتاریست، برای اولین بار بخش‌های ریتم گیتار را اجرا کرد. در مقایسه با آلبوم‌های قبلی، ترانه‌های لود شخصی‌تر و تأمل‌برانگیزتر هستند و از مبارزات درونی و زندگی شخصی جیمز هتفیلد، خواننده اصلی، الهام گرفته‌اند. طرح روی جلد آلبوم یک نقاشی انتزاعی از هنرمند آندرس سرانو است که با ترکیب خون و منی خود هنرمند خلق شده است.
متالیکا در این دوره ظاهری جدید اتخاذ کرد که شامل موهای کوتاه، ژاکت‌های چرمی و استفاده از آرایش بود. این تغییر ظاهر و صدا پیش از انتشار آلبوم با انتقاد بسیاری از طرفداران مواجه شد. با این حال، لود از نظر تجاری موفق بود و با فروش ۶۸۰٫۰۰۰ هزار نسخه در هفتهٔ نخست به بزرگ‌ترین آلبوم متالیکا از لحاظ فروش در هفتهٔ نخست تبدیل گشت. همچنین در بیش از ۱۵ کشور در صدر جدول‌ها قرار گرفت و به مدت چهار هفته متوالی در رتبه اول جدول بیلبورد ۲۰۰ آمریکا ماند. چهار تک‌آهنگ از این آلبوم منتشر شد: «تا زمانی که بخواب رود»، «قهرمان روز»، «مامان گفت» و «مامان گفت»؛ ترانهٔ اول اولین و تنها تک‌آهنگ متالیکا بود که در آمریکا به جمع ۱۰ آهنگ برتر جدول راه یافت. گروه برای پشتیبانی از آلبوم، تور «پور تورینگ می» را برگزار کرد.
لود نقدهای متفاوتی از منتقدان موسیقی دریافت کرد. برخی از منتقدان اجراهای گروه را ستودند و از صدای جدید استقبال کردند، اما برخی دیگر معتقد بودند که تجربه‌گرایی گروه، آن‌ها را کمتر نوگرایانه و محافظه‌کار کرده و از نظر خلاقیت پیشرفتی نداشته‌اند. منتقدان بعدی معمولاً لود را بیش از حد طولانی می‌دانند و معتقدند که این آلبوم و ریلود می‌توانستند در یک آلبوم واحد خلاصه شوند. اعضای گروه نیز نظرات متفاوتی دربارهٔ لود دارند. نسخه سوپر لوکس این آلبوم در ژوئن ۲۰۲۵ منتشر شد.

## بازخورد
| بررسی انتقادی              | بررسی انتقادی |
| منبع                       | رتبه‌بندی      |
| -------------------------- | ------------- |
| آل‌میوزیک                   | [ ۲ ]         |
| دراوند این ساوند           | ۹/۱۰          |
| دانشنامه موسیقی عامه‌پسند   | [ ۱۲ ]        |
| انترتینمنت ویکلی           | B             |
| لس آنجلس تایمز             | [ ۱۴ ]        |
| ان‌ام‌ئی                     | ۷/۱۰          |
| کیو (مجله)                 | [ ۱۵ ]        |
| رولینگ استون               | [ ۱۶ ]        |
| راهنمای آلبوم رولینگ استون | [ ۱۷ ]        |
| ویلج ویس                   | C+            |

نظر منتقدان به آلبوم عموماً مثبت بود.

## فهرست قطعه‌ها
متن همهٔ ترانه‌ها توسط جیمز هتفیلد نوشته و موسیقی همهٔ آنها توسط هتفیلد و لارس اولریک، به جز آن‌هایی که ذکر شده، ساخته شده‌است.
| شماره      | نام                     | آهنگساز               | مدت   |
| ---------- | ----------------------- | --------------------- | ----- |
| ۱.         | «این هرزه من نیست»      |                       | ۵:۰۴  |
| ۲.         | «2 X ۴»                 | هتفیلد اولریک کرک همت | ۵:۲۸  |
| ۳.         | «خانه‌ای که جک ساخت»     | هتفیلد اولریک همت     | ۶:۳۹  |
| ۴.         | «تا زمانی که بخواب رود» |                       | ۴:۲۸  |
| ۵.         | «شاه هیچ‌چیز»            | هتفیلد اولریک همت     | ۵:۳۰  |
| ۶.         | «قهرمان روز»            | هتفیلد اولریک همت     | ۴:۲۲  |
| ۷.         | «من خونریزان»           | هتفیلد اولریک همت     | ۸:۱۸  |
| ۸.         | «درمان»                 |                       | ۴:۵۴  |
| ۹.         | «من بدبخت بیچاره»       |                       | ۴:۰۰  |
| ۱۰.        | «هدر دادن تنفر من»      | هتفیلد اولریک همت     | ۳:۵۷  |
| ۱۱.        | «مامان گفت»             |                       | ۵:۲۰  |
| ۱۲.        | «Thorn Within»          | هتفیلد اولریک همت     | ۵:۵۲  |
| ۱۳.        | «Ronnie»                |                       | ۵:۱۷  |
| ۱۴.        | «The Outlaw Torn»       |                       | ۹:۴۹  |
| مجموع مدت: | مجموع مدت:              | مجموع مدت:            | ۷۸:۵۹ |